# Lucio Cornelio Lentulo (console 327 a.C.)
Lucio Cornelio Lentulo (fl. IV secolo a.C.) è stato un politico romano del IV secolo a.C.

## Biografia
Fu eletto console nel 327 a.C. con Quinto Publilio Filone, al suo secondo mandato. Mentre a Publilio fu affidato il comando dell'esercito nell'assedio della città di Neapolis, Lucio Cornelio entrava nel territorio dei Sanniti, alleati ai greci di Neapolis. In seguito all'elezione dei nuovi consoli, a Lucio Cornelio fu accordato il potere proconsolare, per continuare la campagna militare contro i Sanniti.
I romani, condotti da Lucio, presero tre città nel Sannio, Allife, Callife e Rufrio, prima dell'arrivo dei nuovi consoli, eletti per il 326 a.C..